# فيلي ويلكين
فيلي ويلكين (بالإنجليزية: Willie Wilkin)‏ هو لاعب كرة قدم أمريكية أمريكي، ولد في 20 أبريل 1916 في Bingham Canyon, Utah ‏ في الولايات المتحدة، وتوفي في 16 مايو 1973 في بالو ألتو في الولايات المتحدة.

## وصلات خارجية
- فيلي ويلكين على موقع مرجع كرة القدم المحترفة.كوم (الإنجليزية)